# Бистрешки манастир
Бистрешкият манастир „Свети Иван Касинец“, известен и като „Свети Иван Рилски Пусти“, „Свети Йоан Богослов“, както и като Бистрецки манастир, е средновековен български манастир край Враца.
Намира се край квартал Бистрец, на около 12 км северозападно от центъра на града. Разположен е на малка поляна в горния край на стръмен дол, спускащ се от Врачанската планина към Врачанското поле.
Названието „Касинец“ произлиза от името на близките местност и връх Касината. Има статут на паметник на културата.

## Голяма пещера
От юг и от запад поляната е оградена от отвесни, високи около 50 м. варовикови скали. В основата им се образува плитка, но висока и широка пещера, наричана Голямата пещера, от която извира карстов извор. 
Фреските в пещерата и някои от стенописите в църквата показват, че тя е възстановена през 16 век, но създаването на манастира се отнася в епохата на Второто българско царство и се свързва с крепостта, намираща се на рида югоизточно от него. Откритата в и около пещерата тракийска керамика свидетелства, че тук вероятно е имало светилище в предримската епоха (IV-I в. пр. Хр.), а може би и по-рано. Предполага се, че манастирът е основан като скален и монасите първоначално обитавали тази и околните пещери.
Стенописите в Голямата пещера са обявени за паметник на културата с национално значение през 1973 година.
Северна стена
На северната стена на Голямата пещера неизвестен зограф изписал пет сцени от житието на свети Димитър и свети Нестор: „Свети Димитър с кон тъпче в краката си повален войник“, „Джелата Лий, хвърлен с главата надолу от Нестор върху набити в земята копия“, „Войници пробождат свети Димитър“, „Мъжка фигура на трон“ и „Посичането на свети Нестор“. Стенописът се намира на 12 м. височина и обхваща площ от 15 кв. м.
Композициите са изографисани върху тънък слой гипсова мазилка, с която скалата е заравнена, а по чистотата на тоновете и моделировката на човешките тела се съди, че стенописите в манастира са продължение на най-добрите традиции в средновековната българска живопис от 14 век. Запазеното от тези образци от ранния период на османското владичество свидетелства за богата фантазия и забележително художествено майсторство – почерка на Търновската средновековна художествена школа.
Реставраторите, които извършват консервационно-реставрационните дейности върху стенописната украса на пещерата с извора под ръководството на Стефко Аенски, са разкрили и заснели надпис над самия стенопис – вероятно подпис на автора. Към 2015 година надписите по самите сцени все още не са разчетени, а този под сцените търпи доста корекции и е богат материал за проучване. В отделни детайли от стенописите и в централните персонажи, оформили сцените, се наблюдават отклонения от иконографската норма: свети Димитър е на бял кон в първата сцена, а в предпоследната светецът е на трон с копие, в краката му са разкрити зооморфни образи, които включват елементи от змии и лъвове.
Под сцените, по цялата им дължина, има надпис върху черен фон с бели букви, в четири реда. Той вероятно е с църковно съдържание. До него има друг, по-кратък надпис; той сочи годината, разчетена от специалисти като 1540 и името „Димитър син Дубов“, вероятно ктитор на стенописите.
Западна стена
Върху западната стена на пещерата са запазени следи от скални икони с образите на двама светци, свети Иван Рилски и свети Йоан Богослов, оформени в правоъгълни рамки. Двамата светци са изписани един до друг, така както са изписани и върху запазени икони от църквата и върху т.нар. „Краводерска щампа“ (вж. раздел „Медни щампи“ по-долу). Според друго предположение едната от иконите е посветена на Божията Майка.
Под тях е свещеният извор с езерото – за водата му се вярва, че е лековита. Тя минава покрай църковната сграда и пада от скалите, като образува малък водопад. В близост до него има скална ниша, където с традиционни водолечебни и климатолечебни способи в миналото се лекували душевноболни.

## Пещера Постницата
Над манастира, разположена върху отвесна скала, се намира пещерата Постницата, и до нея се стига изключително трудно без помощта на стълба. В пещерата на височина 5 – 6 метра в малка скална ниша е изградена (вероятно по-късно) миниатюрен храм със свод от преплетени лозови пръчки, измазан с вар, на който все още може да се разпознае фигурата на Христос Вседържател. Според легендите това е най-старата част на манастира – там живял 40 дни в пост и молитви най-почитаният български светец свети Иван Рилски и скалата сама се отворила, когато тръгнал към Рила планина. Постницата е уникална за българските земи.

## История
Манастирът „Св. Иван Рилски Пусти“ е основан в края на 11 век и началото на 12 век. Първите писмени сведения за него са от 1540 г. в надпис под стенописите в Голямата пещера, посветен на Димитър син Дубов, който вероятно е възстановил обителта. В манастира се замонашава вселенският патриарх Йеремия I Константинополски през 1545 г., малко преди смъртта си.
По време на османското иго манастирът участва в революционна дейност, бил е убежище за хайдути; многократно е опустошаван и възстановяван.
През Възраждането там се развива книжовно-просветна дейност, в манастира творят Йосиф Брадати и неговият ученик поп Тодор Врачански, открито е и килийно училище. От 17 век към манастирския комплекс работи златарска работилница, а от 1822 г. – първата по българските земи медно-щампарска работилница, в която монасите са изработвали гравюри. Образци от изработена в светата обител църковна утвар, щампи и икони се съхраняват в Историческия музей във Враца.
През 17 век в манастира процъфтява занаятчийството – известната златарска работилница, която е във връзка с прочутата Чипровска школа. Най-популярното произведение на майсторите от школата, изработено в Бистрешкия манастир, е сребърен кръст с позлата и цветни камъни от 1611 г. Запазени са също и художествено украсен сребърен жезъл и сребърно-позлатената обковка на Черепишкото четвероевангелие – истински шедьовър на българското средновековно калиграфско и приложно изкуство.

## Архитектура
Сегашната църква е построена върху останките на по-стара, като част от нея е вградена в новата сграда. Тази по-стара църква може би е принадлежала на селище към крепостта. Върху варовата мазилка на църковния храм личат следи от три стенописни слоя – от ХІІ в., от ХVІ в. и 1867 г.
Сега Бистрецкият манастир е обновен, предлага възможност за настаняване и е изключително място за запознаване с Врачанския Балкан.
Манастирът е обновен през 1867 г., възстановителни работи са извършени и през лятото на 2008 г. .
Обявен е за архитектурен и художествен паметник през 1973 г.
Въпреки че е сред най-малките манастири във Врачанската епархия, зиме и лете е посещаван от стотици поклонници. Значителен принос за все по-голямата му популярност в началото на 20 век имат врачанските туристи. След учредяване на туристическото дружество през 1900 г. пътят до Касината е сред любимите маршрути за членовете му и за техните гости. При възобновяването на манастирския комплекс е осветен с името „Св. Иван Рилски“ на 16 септември 1928 г.

## Занаяти

### Манастирски златари
В края на 16 век и началото на 17 век майсторите златари Никола, Костадин и Пала (Павла), по неизвестни причини, напускат родния си град Чипровци и идват в Бистрешкия манастир, където основават своята златарска работилница.
Майстор Никола (началото на ХVІІ в.)
Майстор Никола е един от най-ранните майстори, чието име е засвидетелствано върху златарски произведения. Той е родом от Чипровци. От него са запазени един архиерейски жезъл, една обковка на евангелие и един кръст с поставка. И върху трите произведения са гравирани красиви надписи с двойно очертание на буквите. Жезълът е бил изкован в 1612 г. заедно с майстор Костадин в град Враца по поръка на търновския митрополит Гаврил за храма „Св. Апостоли Петър и Павел“ в Търново. Обковката на евангелието е била изработена съвместно с друг майстор на име Пала, в същата 1612 г. в Черепишкия манастир. Кръстът е бил изкован в 1611 г. заедно със същия майстор Пала в манастира „Св. Иван Касинец“ до Враца. В Регионален исторически музей – Враца се пази бронзова каса за отливане с леярска пръст с надпис: „Никола куюмджи“. Възможно е тя да е принадлежала на майстор Никола. Най-вероятно постоянното местожителство на майстора да е било град Враца, където е работил дадените му отдалеч поръчки, какъвто е случаят с жезъла, а като прочут майстор да е бил викан да работи и в съседните манастири, където е имало златарски работилници.
Майстор Костадин (началото на ХVІІ в.)
Името на майстор Костадин стои наред с името на майстор Никола върху работения във Враца през 1612 г. митрополитски жезъл. Той също е бил родом от Чипровци и е работил във Враца. Възможно е негово дело да е обковката на т.нар. Щипско евангелие, което се намира в Археологическия музей. На надписа върху нея се чете годината 1596 и името „майстор Костадин“.
Майстор Пала (началото на ХVІІ в.)
Майстор Пала, родом от Чипровци, е бил също съдружник или помощник на майстор Никола, тъй като и на двете произведения, където се среща името му (на обковката на Черепишкото четвероевангелие и върху поставката на кръста, работен в манастира „Касинец“) то стои заедно с това на майстор Никола. Вероятно майстор Пала е работил постоянно в град Враца, както и майстор Никола, и е бил викан заедно с него в съседните манастири.

### Златарски изделия
От майсторите, работещи в манастира, са запазени няколко красиви произведения на златарското изкуство от началото на 17 век.
Сребърен жезъл от 1612 година
Първото от тези произведения е художествено украсен сребърен жезъл от 1612 г., които се съхранява в Регионален исторически музей – Враца. В надписа върху него се отбелязва, че жезълът е изкован във Враца от майсторите Никола и Костадин от „место Кипровци“ за търновския митрополит Гаврил.
Точният текст на надписа гласи: „С изволението (позволението) на Отца и поспешенията (помощта, силите) на Сина и съвершенията (силите, благодатта) на Светия Дух искова се тази патерица в град Враца. Искова я майстор Никола и Костадин от место Кипровци в лето седем хиляди и сто и двадесет (1612 г.) месец декември при царя султан Ахмед за търновския митрополит кир Гаврил много му лета и приложи се в Светата Търновска митрополия в храма на светите и върховни апостоли Петър и Павел настойник бе смирения кир Павел“.
Сребърен кръст от 1611 година
Най-популярното произведение на майсторите от школата, изработено в Бистрешкия манастир, е сребърен кръст с позлата и цветни камъни от 1611 г. Красива по своята форма и направа е неговата обковка. Под двете странични рамене са прикрепени два лъва. В надпис, изкован спираловидно върху дръжката на кръста, е посочено, че този кръст е изкован през времето на архиепископ Гаврил от майсторите Никола и Пала от „место Кипровци“ в манастира „Св. Иван Касинец“.
Традицията за производството на кръстове-енколпиони или палестински кръстове (в средата на които се е поставяло късче дърво от „светия кръст“ или от „мощи“ на светец), основана от златарите в Бистрешкия манастира, е продължила във Враца дълго време. За това свидетелстват и два оловни модела за отливане на такива кръстове в леярска пръст, които са принадлежали на врачански златари от преди Освобождението. За това свидетелстват и намерените в манастира „Св. Иван Рилски Пусти“ няколко железни калъпа за отливане на двойни кръстове. Те са имали формата на клещи с две дълги дръжки, с помощта на които са се отваряли и затваряли.
Сребърна обковка от 1612 година
Третото произведение е сребърна обковка на Черепишкото евангелие, с надпис, от които се вижда, че обковката е изработена от майсторите Никола и Пала на следващата 1612 г. в Черепишкия манастир.
Най-вероятно под влияние на съществуващата златарска школа в манастира или като част от нея, е създаден един интересен потир, изработен през 1628 г. Върху него са гравирани изображенията на Иван Рилски, Йоан Богослов и Христос с надпис, където освен годината, са дадени и имената на ктиторите. Според Димитър Бучински, обаче, по начертанието на буквите и времето на създаването му, може да се приеме, че той е дело на врачанския майстор Мавроди, който е работил във Враца по същото време.
Икони
В манастира „Св. Иван Рилски Пусти“ са били изработвани малки икони, някои от които са били носени с верижка на шията. Този факт се основава на намерено калъпче за отливане на иконки с образа на свети Георги с фес на главата.

### Медни щампи
В началото на ХІХ век манастирът приютява една от първите по българските земи медно-щампарска работилница, когато неизвестен монах от манастира се сдобил с донесени от чужбина пособия за гравиране. Със сигурност се знае, че тази работилница е съществувала през 1822 г. От това време са достигналите до нас две щампи.
Едната от тях, неголяма по размери, изобразява двамата светии – покровители на обителта – свети Иван Рилски и свети Йоан Богослов. Снабдена е с дълъг ивичен надпис с църковнославянски букви, в които се упоменава и името на нейния ктитор – Иван Велкин от с. Краводер, Врачанско. Тя е гравирана на медна плоча доста несръчно и наивно и по всяка вероятност е работа на неизвестен майстор-златар. Наричана е „Краводерската щампа“.
Втората щампа, създадена също през 1822 г. в работилницата, представлява панорамен изглед на манастира. Тя е създадена по поръка на ктиторите Димитраки хаджи Тошев (Тодорович), жител и старейшина на Враца, и Йоан Томович – Бакалбаши. Макар и да превъзхожда първата със своите художествени качества, тя има подобен начин и стил на изработка и може да се предположи, че е дело на същия неизвестен гравьор.